# Warm Mineral Springs
Warm Mineral Springs est une ville de Floride localisée dans le comté de Sarasota aux États-Unis. Lors du recensement de 2000, elle accueillait 4 811 habitants. Elle fait partie de la zone statistique métropolitaine de Bradenton-Sarasota-Venice. La ville appartient également à la municipalité de North Port.

## Hydrologie
La ville tient son nom des sources Warm Mineral Springs (aussi connue sous le nom de Warm Salt Springs). Ces sources artésiennes ont été ajoutées à la liste du Registre national des lieux historiques le 28 novembre 1977. En libérant environ 34 000 m3 d’eau chaude chaque jour, elle est l'une des plus importantes sources de cette nature.

## Démographie
| 1990  | 2000  | 2010  | - | - | - |
| ----- | ----- | ----- | - | - | - |
| 4 041 | 4 811 | 5 061 | - | - | - |